# Graminella bulbosa
Graminella bulbosa är en svampart som beskrevs av L. Léger & M. Gauthier ex Manier 1962. Graminella bulbosa ingår i släktet Graminella och familjen Legeriomycetaceae.   Inga underarter finns listade i Catalogue of Life.